# Боскеднан
Боскеднанский каменный круг — частично восстановленный доисторический кромлех, расположенный в 6 км к северо-западу от города Пензанс в Корнуолле. Традиционно кромлех известен под названием «девять девушек» или «девять камней», хотя изначально кромлех состоял из 22 камней, расположенных по периметру в 69 метров.

## Расположение

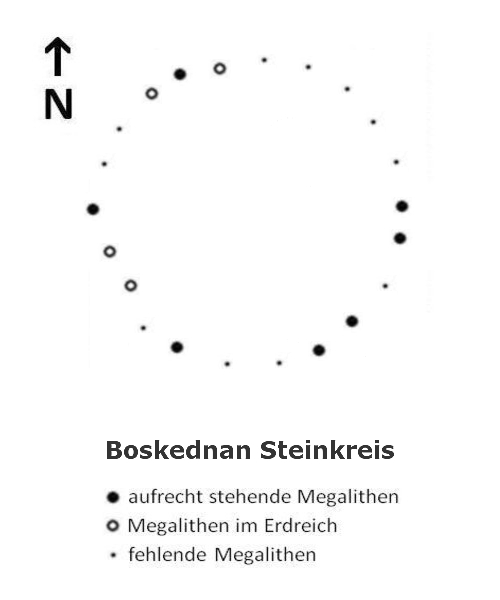
Расположение камней (нем.)

Кромлех расположен на юго-западе Корнуолла, севернее дороги Мэдрон — Морвах и приблизительно в 1 км северо-западнее деревни Боскеднан. Дойти до достопримечательности возможно лишь пешком. Загадочные камни Мен-эн-Тол, которые могут быть остатками кромлеха, расположены в 1 км юго-западнее.

## Описание
Первоначально кромлех, вероятно, состоял из 22 гранитных блоков, 10 из которых сохранились. 6 камней стоят вертикально, один входит на полметра в землю, остальные лежат. Высота камней около 1 м, самый высокий с северной стороны достигает двух метров Диаметр круга равнялся 22 метрам и относился к соседнему кургану.

## История

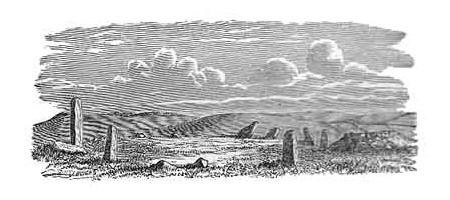
Иллюстрация Болэйс, Уилльям Коупленд 1972 года

Возведение кромлеха относится к позднему неолиту или раннему бронзовому веку. Впервые о Боскеднанском каменном круге упомянул Уилльям Болэйс в книге «Antiquities, historical and monumental, of the County of Cornwall» (1754), насчитав 19 стоящих камней. Его потомок Уилльям Коупленд Болэйс в результате раскопок возле каменного круга обнаружил каменный ящик и погребальную урну раннего бронзового века. Результаты работы он описал в книге «Naenia Cornubiae» (1872), включив описание Корнуолльских памятников.